# Roger Vadim
Roger Vadim (eredeti neve: Roger Vadim Plemiannikov) (Párizs, 1928. január 26. – Párizs, 2000. február 11.) francia filmrendező, színész, producer, forgatókönyvíró.

## Élete
Roger Vadim 1928. január 26-án született Párizsban Igor Plemjannyikov és Marie-Antoniette Ardilouze gyermekeként.
1944–1947 között színész, 1947–1955 között segédrendező és forgatókönyvíró volt. 1947–1949 között Londonban dolgozott. 1952–1954 között a Paris-Match riportere volt, 1955-től pedig filmrendezőként dolgozott. 1956-ban rendezte első filmjét az ...És Isten megteremtette a nőt címmel.
2000. február 11-én hunyt el Párizsban.

## Magánélete
1952–1957 között Brigitte Bardot színésznő volt a felesége. 1958–1960 között Annette Stroyberg volt a párja. Harmadik házassága 1965–1973 között volt Jane Fonda mellett. 1975–1977 között Catherine Schneiderrel élt együtt. Utolsó házassága 1990-től tartott Marie-Christine Barraulttal.

## Filmjei

### Rendezőként
- ...És Isten megteremtette a nőt (1956) (színész és forgatókönyvíró is)
- Mit lehet tudni? (1957)
- A holdfény ékszerészei (1958) (forgatókönyvíró is)
- Veszedelmes viszonyok (1959) (forgatókönyvíró is)
- Kantár a nyakon (1961) (forgatókönyvíró is)
- A bűn és az erény (1963)
- A svéd kastély (1963)
- Körbe-körbe (1964)
- A zsákmány (1966) (producer is)
- Különleges történetek (Fellinivel és Louis Malle-lal, 1968) (forgatókönyvíró is)
- Barbarella (1968) (forgatókönyvíró is)
- Csinos lánykák sorban állva (1970)
- Don Juan, avagy: Don Juan, ha nő lett volna (1973) (forgatókönyvíró is)
- Egy hűséges asszony (1976)
- Éjszakai játékok (1979)
- Házibuli és szerelem (1983) (forgatókönyvíró is)
- Szigorú élet (1983)
- ...És Isten megteremtette a nőt (1988) (színész is)
- Safari (1991)
- Az apámnak igaza volt (1996)

### Színészként
- Ármány és szőke (1985)

### Forgatókönyvíróként
- Sztriptíz-kisasszony (1956)
- A sátán megnyitja a bált (1962)

## Művei
- Memoirs of the Devil (1976)
- The Hungry Angel (1984)
- Bardot, Deneuve and Fonda
- Szerelmeim: Bardot, Deneuve, Fonda (Bardot, Deneuve and Fonda, 1986); ford. Gömöri Judit; IPV, Bp., 1988
- Le fou amoureux (1988)

## További információ
- Roger Vadim a PORT.hu-n (magyarul)
- Roger Vadim az Internetes Szinkronadatbázisban (magyarul)
- Roger Vadim az Internet Movie Database-ben (angolul)
- Roger Vadim az AlloCiné weboldalán (franciául)
- Roger Vadim Profile. Famousfix.com. (Hozzáférés: 2023. január 31.)